# Curb Your Enthusiasm
Curb Your Enthusiasm è una sitcom statunitense del 2000, creata e interpretata da Larry David, già co-creatore, sceneggiatore e produttore esecutivo di Seinfeld.
La serie è stata trasmessa in prima visione negli Stati Uniti da HBO, mentre in Italia le prime cinque stagioni sono state trasmesse dal canale satellitare Jimmy.
La serie è il proseguimento di un episodio speciale, un falso documentario dalla durata pari a un'ora, realizzato nel 1999, intitolato Larry David: Curb Your Enthusiasm: in seguito al successo del progetto, HBO ha avviato la produzione della prima stagione della serie televisiva.
A giugno 2016, a 5 anni di distanza dalla messa in onda dell'ottava stagione, è stato annunciato il rinnovo per una nona, andata in onda sulla HBO dal 1º ottobre al 3 dicembre 2017. La serie è stata rinnovata anche per una decima stagione, andata in onda dal 19 gennaio al 22 marzo 2020. Nel giugno 2020 la serie viene rinnovata per un'undicesima stagione. Nel dicembre 2023 HBO ha annunciato che la serie sarebbe andata in onda per una dodicesima e ultima stagione prevista dal febbraio 2024.
La serie ha ricevuto 51 nomination agli Emmy Awards, vincendone uno nel 2003 e uno nel 2012, e cinque ai Golden Globe, vincendone uno nel 2003.

## Trama
Larry David, autore e co-creatore di Seinfeld, interpreta una versione fittizia di sé stesso: benestante sceneggiatore televisivo, vive a Los Angeles con la moglie Cheryl. Il carattere pignolo e testardo di Larry è causa di situazioni imbarazzanti per sé stesso e per quelli che lo circondano, amici ed estranei, spesso altrettanto caparbi e meschini.

## Episodi
| Stagione            | Episodi | Prima TV USA | Prima TV Italia |
| ------------------- | ------- | ------------ | --------------- |
| Prima stagione      | 10      | 2000         | 2005            |
| Seconda stagione    | 10      | 2001         | 2005            |
| Terza stagione      | 10      | 2002         | 2005            |
| Quarta stagione     | 10      | 2004         | 2006            |
| Quinta stagione     | 10      | 2005         | 2007            |
| Sesta stagione      | 10      | 2007         | inedita         |
| Settima stagione    | 10      | 2009         | inedita         |
| Ottava stagione     | 10      | 2011         | inedita         |
| Nona stagione       | 10      | 2017         | inedita         |
| Decima stagione     | 10      | 2020         | inedita         |
| Undicesima stagione | 10      | 2021         | inedita         |
| Dodicesima stagione | 10      | 2024         | inedita         |

## Personaggi e interpreti

### Personaggi principali
- Larry David, interpretato da sé stesso, doppiato da Stefano De Sando. Larry è un eccentrico autore e sceneggiatore televisivo, che vive e lavora a Los Angeles. Larry è un uomo di buone intenzioni che viene spesso coinvolto in disavventure e situazioni imbarazzanti, principalmente a causa della sua inflessibilità di fronte a situazioni che ritiene fastidiose: infatti, non esita a dire come la pensa, anche se questo attira l'antipatia delle persone che lo circondano. Capita, invece, che si ritrovi vittima del cattivo comportamento degli altri, ugualmente egocentrici. Inoltre, nonostante la sua apparente rigidità, non esita ad aggirare i propri principi etici e il proprio codice di condotta, quando gli fa comodo. La sua cerchia di amici comprende il manager Jeff Greene, il comico Richard Lewis e gli attori Ted Danson e Mary Steenburgen (interpretati da sé stessi).

- Jeff Greene, interpretato da Jeff Garlin, doppiato da Pasquale Anselmo (st. 1-3) e Massimo Milazzo (st. 4-5).
- Cheryl David, interpretata da Cheryl Hines, doppiata da Anna Cesareni (st. 1-3) e Roberta Pellini (st. 4-5).
- Susie Greene, interpretata da Susie Essman, doppiata da Stefania Romagnoli (st. 4-5).
- Leon Black, interpretato da J. B. Smoove.

### Personaggi ricorrenti
- Richard Lewis (stagioni 1-12), interpretato da sé stesso, doppiato da Massimo Rossi (st. 1-3).
- Ted Danson, interpretato da sé stesso.
- Sammi Greene (stagioni 2-9), interpretata da Ashly Holloway.
- Nat David (stagioni 3-7), interpretato da Shelley Berman, doppiato da Toni Orlandi.
- Marty Funkhouser (stagioni 4-9), interpretato da Bob Einstein.

### Personaggi secondari
- Omar Jones, interpretato da Mekhi Phifer, doppiato da Andrea Lavagnino.

## Accoglienza
Curb your enthusiasm è stata un successo di critica. Su Rotten Tomatoes la serie ha un indice di apprezzamento del 92%.
La serie ha vinto un Golden Globe nel 2003 come Miglior serie commedia o musicale. È stata nominata nella medesima categoria anche nell'edizione del 2006.
Nel 2019, la serie figura al 72º posto nella lista delle migliori 100 serie televisive di sempre secondo la rivista Empire.